# 8882 Sakaetamura
A 8882 Sakaetamura (ideiglenes jelöléssel 1994 AP2) a Naprendszer kisbolygóövében található aszteroida. Endate Kin és Vatanabe Kazuró fedezte fel 1994. január 10-én.